# Seishiro Shimatani
Seishiro Shimatani (6. november 1938 - 24. oktober 2001) var en japansk fodboldspiller.

## Japans fodboldlandshold
| Japans landshold | Japans landshold | Japans landshold |
| År               | Kmp              | Mål              |
| ---------------- | ---------------- | ---------------- |
| 1959             | 1                | 0                |
| Total            | 1                | 0                |